# Loretz-d'Argenton
Loretz-d'Argenton is een fusiegemeente (commune nouvelle) in het Franse departement Deux-Sèvres (regio Nouvelle-Aquitaine). De gemeente maakt deel uit van het arrondissement Bressuire. Loretz-d'Argenton is op 1 januari 2019 ontstaan door de fusie van de gemeenten Argenton-l'Église en Bouillé-Loretz. Deze kregen, net als het in 1973 met Argenton-l'Église gefuseerde Bagneux, de status van commune déléguée van de fusiegemeente.

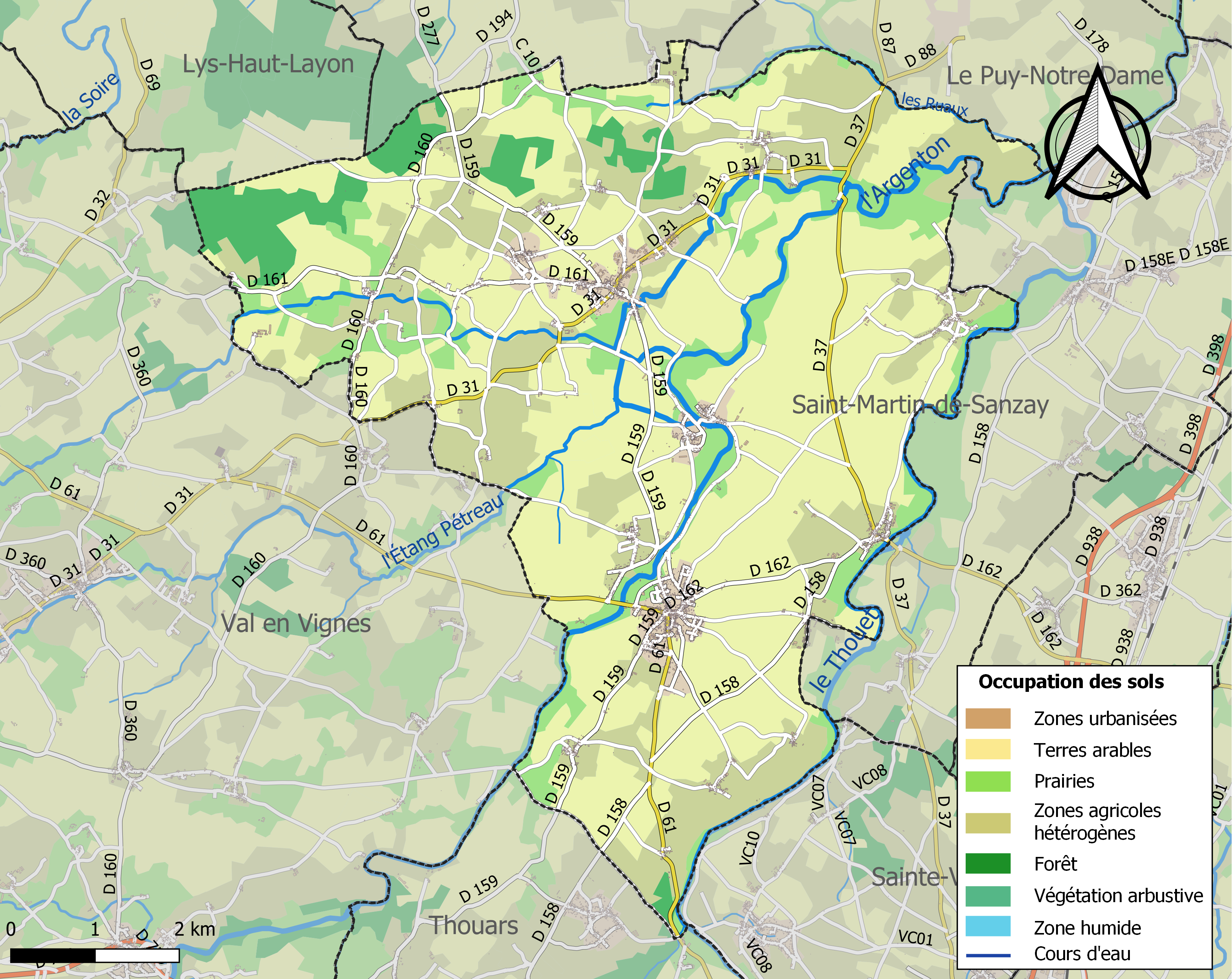
Kaart van de gemeente met de belangrijkste infrastructuur, bodemgebruik en omliggende gemeenten

## Demografie
Onderstaande figuur toont het verloop van het inwonertal (bron: INSEE-tellingen).
Loretz-d'Argenton telde in 2017 2655 inwoners.